# Acronicta marmorata
Acronicta marmorata är en fjärilsart som beskrevs av John Bernhardt Smith 1897. Acronicta marmorata ingår i släktet Acronicta och familjen nattflyn. Inga underarter finns listade i Catalogue of Life.

## Bildgalleri

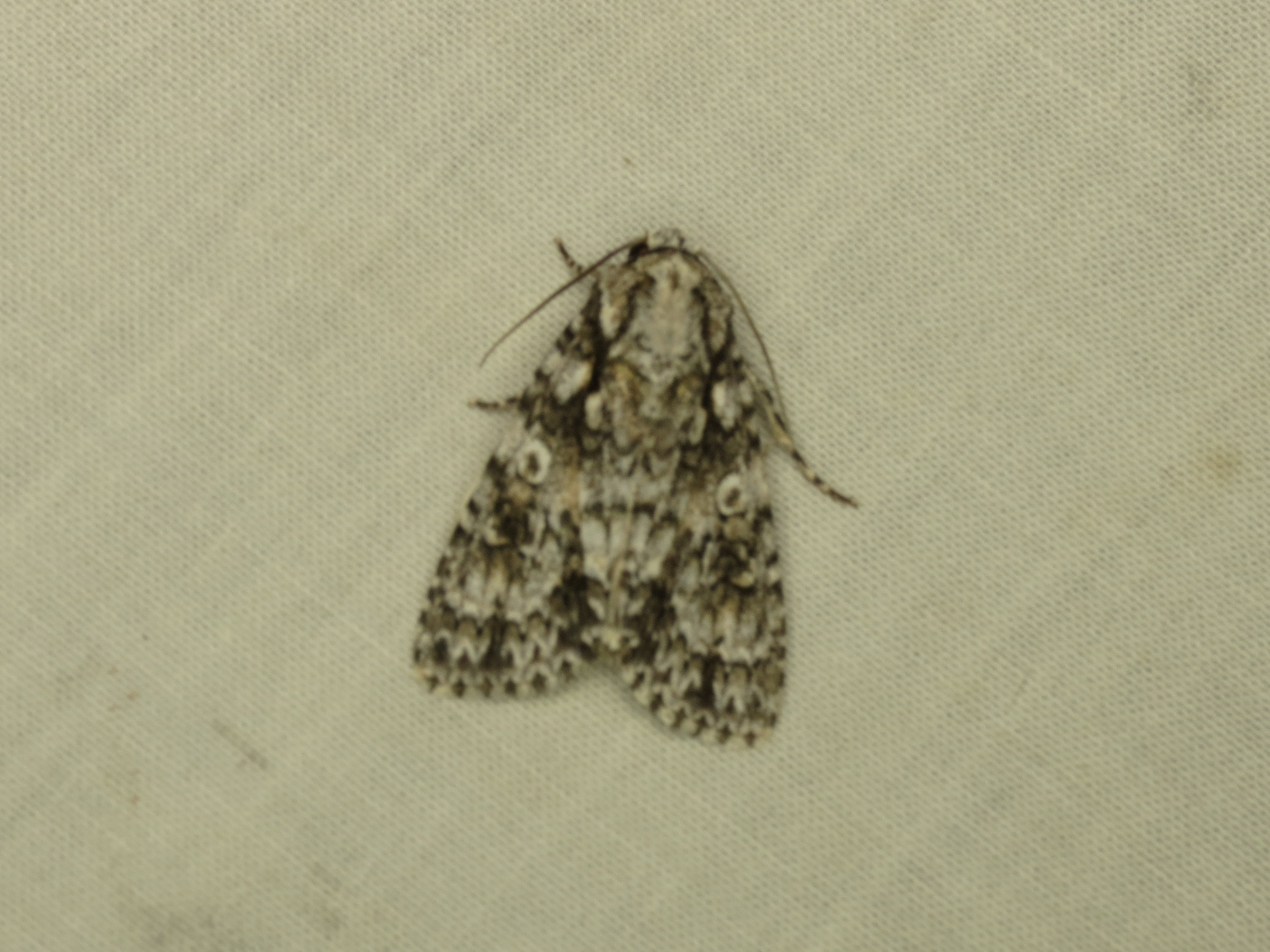